# Юферев, Игорь Николаевич
Игорь Николаевич Юферев (род. 1971, Гусев, Калининградская область, РСФСР, СССР) — российский серийный и массовый убийца и насильник, совершивший не менее 7 убийств, сопряжëнных с изнасилованиями, в период с декабря 1992 по май 1997 года на территории городов Гусев и Калининград. Известен под прозвищем «Гусевский мясник». В 1998 году Юферев был приговорëн к смертной казни, которая впоследствии была заменена на пожизненное лишение свободы.

## Биография

### Детство и юность
О ранних годах жизни Игоря Юферева известно крайне мало. Родился в 1971 году в городе Гусев (Калининградская область) в многодетной семье. Детство и юность провел в социально благополучной обстановке. После окончания 8 классов Юферев получил среднее специальное образование и начал трудовую карьеру. В 1989 году был призван в Советскую армию. Во время службы он начал вместе с сослуживцами увлекаться распитием алкогольных напитков хотя до этого в том не был замечен. После демобилизации Игорь Юферев начал встречаться с девушкой по имени Татьяна, однако в 1992 году она решила поступить в одно из высших учебных заведений Калининграда и уехала из Гусева. Разрыв отношений с Татьяной сильно повлиял на психоэмоциональное состояние Юферева, вследствие чего он стал более замкнутым и практически перестал общаться с девушками. По месту жительства, учëбы и работы характеризовался положительно. До совершения серии убийств Игорь Юферев не был замечен в деструктивном поведении и уголовной ответственности никогда не подвергался.

### Убийства
Первое предполагаемое убийство произошло 8 ноября 1992 года на территории города Гусев. Юферев изнасиловал 46-летнюю женщину по имени Галина, после чего задушил. Он признался в совершении этого убийства в 2025 году.
В декабре 1992 года на территории города Гусев жертвой Юферева стала девушка по имени Татьяна, которая в тот день возвращалась со свидания со своим женихом, солдатом-срочником. Встретив девушку недалеко от дома №2а по улице Менделеева, Юферев начал оказывать ей знаки внимания и предложил вместе выпить, но получил отказ. После этого Юферев совершил на Татьяну нападение, в ходе которого повалил её на землю и начал срывать с неё одежду. Подавив сопротивление девушки, Юферев попытался её изнасиловать, но не смог из-за эректильной дисфункции. Согласно свидетельствам Юферева, Татьяна его жестоко высмеяла за сексуальную несостоятельность, после чего он впал в ярость и задушил её ремешком от сумочки. Тело убитой девушки он оттащил в сторону на расстояние 30 метров, после чего ушëл.
На праздновании Дня города Калининграда в ночь на воскресенье, 7 июля 1996 года, Юферев познакомился с 38-летней женщиной, которая пригласила его домой для совместного распития алкогольных напитков. После полуночи между Юферевым и его жертвой произошла ссора, в ходе которой он задушил хозяйку квартиры галстуком. После этого он направился в комнату, где спали 15-летняя и 10-летняя дочери убитой. Накинув на шею 10-летней девочки тот же галстук, Игорь Юферев изнасиловал и задушил её. Будучи уверенным в том, что девочка умерла, Юферев совершил те же самые действия в отношении второй дочери убитой, после чего также её задушил. Тела женщины и старшей дочери утром обнаружил муж убитой, вернувшийся домой. Младшая дочь убитой женщины осталась жива. Юферев признался в совершении этого двойного убийства в 2023 году.
14 мая 1997 года Юферев совершил массовое убийство четырёх членов семьи Богдановых. С главой семьи Олегом Богдановым Юферев познакомился случайно в начале 1996 года, после чего стал другом семьи. Супруги Богдановы вели социально благополучный образ жизни и воспитывали двух детей. Юферев совместно с Богдановыми устраивал пикники, встречал Новый год, а также отправлялся в походы. Юферев охотно проводил время с детьми Богдановых и часто с ними играл. Вечером 13 мая Игорь Юферев в состоянии алкогольного опьянения явился в квартиру Богдановых, которая была расположена на улице Сапëрной, где некоторое время общался с Олегом Богдановым, после чего Богданов заявил, что сильно пьян, и ушëл спать. Через некоторое время Юферев начал подвергать его жену Ларису сексуальным домогательствам, но она оказала ему сопротивление, после чего он схватил нож и совершил на неё нападение. Лариса Богданова оказала Игорю Юфереву ожесточëнное сопротивление, в ходе которого он нанёс ей два удара ножом в живот и один удар в область груди. Несмотря на полученные ранения, Лариса Богданова оставалась в сознании. Она кричала, звала на помощь и пыталась добраться до спальни, чтобы защитить своих детей. После того, как Лариса Богданова упала на пол, Игорь Юферев нанёс ей ещё несколько ударов ножом и зарезал спящего Олега Богданова. После этого с особой жестокостью Юферев убил 4-летнюю Ксению Богданову и 5-месячного Михаила Богданова. Девочке он нанёс около семнадцати ножевых ран, а младенцу — около девяти. Совершив убийства, Юферев вышел из дома, добрался до реки Писса, спустился вниз по течению ниже плотины, выбрал глухое место и провёл там пять дней, скрываясь от жителей города. Орудие убийства и свою одежду, испачканную кровью, Юферев выбросил в реку. Через пять дней после совершения убийства он вернулся домой к матери.

### Арест, следствие и суд
Массовое убийство вызвало общественный резонанс на территории Калининградской области, после чего была сформирована следственно-оперативная группа. Чтобы заинтересовать граждан Гусева в помощи следствию, глава администрации района выделил пять миллионов рублей (неденоминированных) в качестве вознаграждения тому, кто раскроет преступление или сообщит достоверную информацию о личности преступника. В ходе расследования следствие составило список подозреваемых, в который вошли родственники, знакомые или друзья Богдановых. Так как Юферев был одним из близких друзей Богдановых, следствие сконцентрировало свои усилия на его поиске. 16 мая 1997 года, через два дня после массового убийства, следователи явились в дом Юферева, где пообщались с его матерью, которая заявила сотрудникам правоохранительных органов о том, что Игорь уехал в деревню — помогать сажать картофель бабушке. 21 мая 1997 года после разговора с матерью Юферев добровольно явился в отделение милиции, где в ходе разговора с полковником милиции Николаем Снеговым признался в совершённых преступлениях и написал явку с повинной.
В последующие дни Игорь Юферев дал признательные показания в совершении убийства Татьяны в декабре 1992 года и признался в совершении убийства женщины, которое произошло 9 ноября 1993 года в посëлке Липово. Согласно свидетельствам Юферева, в тот день поздно вечером за железнодорожным переездом он познакомился с женщиной средних лет по имени Нина, которая возвращалась от родственников в состоянии алкогольного опьянения. Улучив момент, Юферев совершил нападение на женщину и повалил её на землю. Женщина оказала Юфереву отчаянное сопротивление, в ходе которого он её задушил. После совершения убийства Юферев полностью раздел труп убитой женщины и совершил с ним акт некрофилии. Чтобы скрыть следы преступления, Игорь сбросил тело жертвы в воды реки Красная. Во время судебно-медицинской экспертизы тела убитой женщины была обнаружена семенная жидкость, которую, по версии следствия, оставил убийца. Однако тампон с биологической жидкостью вскоре был утерян, вследствие чего адвокат Юферева посоветовал ему отказаться от своих признательных показаний по этому эпизоду, и ему в конечном итоге обвинение в совершении этого убийства предъявлено не было.
22 января 1998 года Игорь Юферев в ходе судебного процесса был признан виновным в совершении 5 убийств и приговорён к смертной казни. В связи с принятием моратория на исполнение смертной казни приговор Юфереву был заменён на пожизненное лишение свободы в июне 1999 года.

### Последующие признания
После осуждения Игорь Юферев был этапирован для отбытия уголовного наказания в «Исправительную колонию № 2 с особыми условиями хозяйственной деятельности Главного управления Федеральной службы исполнения наказаний по Пермскому краю», более известную как «Белый лебедь». Отбыв в тюремном заключении почти 25 лет, в 2022 году он стал основным подозреваемым в совершении ещё двух убийств, которые произошли в ночь на 7 июля 1996 года на территории Калининграда. Эти убийства были раскрыты в рамках исполнения поручений заместителя Председателя СКР Александра Клауса об активизации работы регионального следственного управления по расследованию и раскрытию тяжких и особо тяжких преступлений, совершëнных в прошлые годы. В начале 2023 года Юферев во время допросов на территории колонии «Белый лебедь» признал свою вину, после чего покинул территорию колонии и был этапирован в Калининград для проведения судебного процесса. Юфереву было предъявлено обвинение в совершении преступлений, предусмотренных пп. «е», «з» ст. 102 УК РСФСР (умышленное убийство при отягчающих обстоятельствах: сопряжённое с изнасилованием; двух лиц), ч. 2 ст. 15, пп. «е», «з» ст. 102 УК РСФСР (покушение на умышленное убийство при отягчающих обстоятельствах трёх лиц, с целью облегчить его совершение, сопряжённое с изнасилованием), однако, оказавшись в Калининграде, он отказался от своих признательных показаний, вследствие чего в дальнейшие месяцы в отношении него были проведены ряд криминалистических экспертиз. Ольфакторная судебная экспертиза установила наличие на галстуке, которым были задушены жертвы, запахового следа обвиняемого, исследование на полиграфе выявило у него психофизиологические реакции, свидетельствующие о непосредственном участии в совершении указанных преступлений. Помимо этого, соседи убитых уверенно идентифицировали его как человека, который в ночь убийства находился в квартире жертв, после чего сбор доказательств был завершён, и уголовное дело с обвинительным заключением в октябре 2023 года было направлено в суд.
Судебный процесс открылся 22 ноября 2023 года. 12 февраля 2024 года Игорь Юферев был признан виновным в двойном убийстве и получил в качестве уголовного наказания к своему пожизненному сроку дополнительные 17 лет лишения свободы, после чего был возвращëн в исправительную колонию «Белый Лебедь». В своëм последнем слове он не признал вину в убийстве женщины и её дочери 7 июля 1996 года.
В 2025 году Юферев признался в совершении первого убийства, которое было совершено  в Гусеве 8 ноября 1992 года. В тот день 46-летняя санитарка по имени Галина вечером шла домой с работы через Железнодорожную улицу, где встретила Юферева, который сраз у же совершил на нее нападение ,в ходе которого силой отвел на берег реки, где повалил на землю. Он приставил к шее Галины деревянную палку и, удерживая, изнасиловал, после чего  сильнее придавил палку и таким образом сломал жертве шею, от чего она скончалась. С целью скрытия улик, тело жертвы Юферев выбросил в реку. Летом 2025 года с целью подтверждения показаний Гусев под конвоем был этапирован на место совершения убийства, где принял участие в следствененом эксперименте. В августе того же года он был признан виновным в совершении убийства 46-летней Галины и получил в качестве уголовного наказания к своему пожизненному сроку дополнительные 10 лет лишения свободы. .